# محمد أبو موسى
محمد محمد أبو موسى (ولد 1356 هـ/ 1937 م) عالم لغوي مصري، وبحَّاثة أديب، وأستاذ البلاغة في جامعة الأزهر بمركز دسوق في محافظة كفر الشيخ، يلقَّب بشيخ البلاغيين العرب. وهو عضو في هيئة كبار العلماء بالأزهر الشريف، وله دروسٌ أسبوعية يلقيها في جامع الأزهر في البلاغة وعلوم العربية.

## ولادته وتحصيله
ولد أبو أحمد، محمد محمد حسنين أبو موسى يوم الأربعاء 22 ربيع الآخر 1356هـ الموافق 30 يونيو 1937. نشأ الأستاذ محمد أبو موسى نشأة دينية في قرية من قرى محافظة كفر الشيخ تسمى قرية الزوامل بمركز دسوق، حيث التحق بالأزهر الشريف وتدرج في مراحله الدراسية بداية من معهد دسوق الديني التابع للأزهر حتى تخرج في كلية اللغة العربية عام 1963، وكان من أوائل الكلية فعُين معيدًا بها، وحصل على درجة التخصص الماجستير في البلاغة بتقدير ممتاز من الكلية نفسها عام 1967، ثم حصل على درجة الدكتوراة في العام 1971.

## وظائفه وعمله
ترقى في الوظائف العلمية بالكلية، فعُين أستاذًا مساعدًا عام 1971، ورُقِّي إلى درجة أستاذ مشارك عام 1976، ورُقِّي إلى درجة أستاذ بالكلية عام 1981، أعير من جامعة الأزهر إلى جامعة بنغازي في ليبيا من عام 1973 إلى 1977، وطبعت له الجامعة كتابين هما (التصوير البياني ودلالات التراكيب)، وفي عام 1977 عاد إلى العمل مجدداً في جامعة الأزهر، وفي العام نفسه خرج أستاذًا زائرًا إلى جامعة أم درمان الإسلامية في السودان لمدة ثلاثة أشهر، ثم أعير من جامعة الأزهر إلى جامعة أم القرى في السعودية في عام 1981 وبقي هناك حتى سنة 1985، ثم عاد إلى الأزهر حيث عُيِّن رئيسًا لقسم البلاغة عام 1985.
اختير عضوًا في اللجنة الدائمة لترقية الأساتذة بقسم البلاغة بجامعة الأزهر سنة 1987، ثم أعير مرة أخرى من الأزهر إلى جامعة أم القرى 1994، ويعمل الآن بالتدريس لمادة البلاغة في قسم الدراسات العليا بكلية اللغة العربية جامعة الأزهر في القاهرة، وفي عام 2012 اختير عضوًا في هيئة كبار العلماء بالأزهر الشريف، وله دروس أسبوعية يلقيها في جامع الأزهر منتصف كل أسبوع يشرح فيها الكتب البلاغية. ولتلميذه محمود توفيق سعد كتاب بعنوان "علم البديع عند الشيخ محمد محمد أبو موسى".

## مؤلفاته
- من أسرار التعبير القرآني 1971م.
- التصوير البياني 1976م.
- القوس العذراء وقراءة التراث 1983م.
- خصائص التراكيب 1984م.
- الإعجاز البلاغي 1984م.
- دلالات التراكيب 1987م.
- قراءة في الأدب القديم 1987م.
- البلاغة القرآنية في تفسير الزمخشري وأثرها في الدراسات البلاغية 1988م.
- دراسة في البلاغة والشعر 1991م.
- مدخل إلى عبد القاهر الجرجاني 1998م.
- شرح أحاديث من صحيح البخاري: دراسة في سمت الكلام الأول 2001م.
- مراجعات في أصول الدرس البلاغي 2005م.
- تقريب منهاج البلغاء لحازم القرطاجني 2006م.
- الشعر الجاهلي: دراسة في منازع الشعراء 2008م.
- آل حم، غافر، فصلت دراسة في أسرار البيان 2009م.
- آل حم الشورى، الزخرف، الدخان دراسة في أسرار البيان 2010م.
- آل حم، الجاثية، الأحقاف دراسة في أسرار البيان 2011م.
- المسكوت عنه في التراث البلاغي 2017م.[2][3]

## كتب عنه
1. الكلمة نورٌ: محاورات منهجية في كتاب شرح أحاديث من صحيح مسلم لشيخنا محمد أبي موسى، تأليف د. محمود توفيق سعد، مكتبة وهبة بالقاهرة، 1438هـ/ 2017م.
2. علم البديع عند الشيخ محمد محمد أبو موسى، تأليف د. محمود توفيق سعد، مكتبة وهبة بالقاهرة، 1440هـ/ 2019م.
3. شيخ البلاغيين محمد أبو موسى: بحوث مهداة لفضيلته بمناسبة تجاوزه الثمانين، قدم لها تلميذه د. إبراهيم صلاح الهدهد، مكتبة وهبة بالقاهرة، 2019.
4. فرائد نفيسة من مقدمات د. محمد أبو موسى وسيرته، تأليف د. أحمد بن صالح السديس، مكتبة الرشد بالرياض، 2019.